# Traité de Paris (1229)
Pour les articles homonymes, voir traité de Paris.
Le traité de Paris de 1229 (appelé aussi traité de Meaux-Paris ou simplement traité de Meaux) met fin au conflit albigeois opposant le roi de France au comte de Toulouse. Il prépare le rattachement définitif des pays occitans au domaine royal capétien.

## Signature

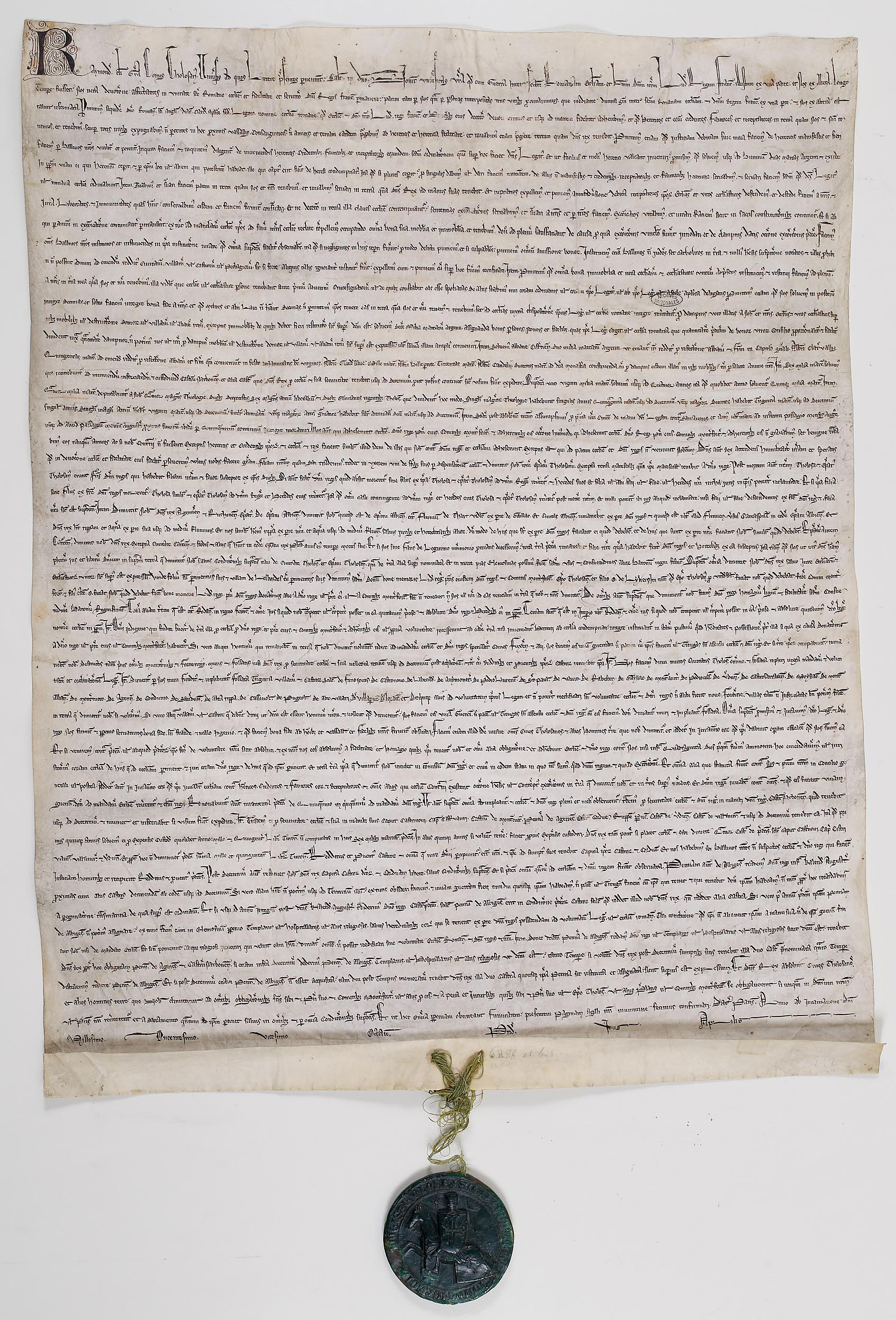
Ratification du traité par Raymond VII. Paris, Archives nationales, AE-II-230.

Blanche de Castille, alors régente au nom de son fils Louis IX, convoque une conférence à Meaux en mars 1229. Raymond VII de Toulouse s'y rend accompagné par ses principaux vassaux, notamment Bernard, comte de Comminges. Le haut clergé méridional et les seigneurs possessionnés par Simon IV de Montfort sont également présents.
Les conditions sont durcies par rapport au projet, mais Raymond VII n'a d'autre choix que d'accepter le traité. Il se rend donc à Paris en pèlerin et cherche l'absolution en pénitent sur les marches de Notre-Dame de Paris, où il est flagellé après sa déclaration publique de repentir. Il signe enfin le traité le 12 avril 1229. Cela lui permet de voir sa situation régularisée auprès de l'Église et du royaume de France au prix d'un traité dont les conditions sont très dures.

## Description
Raymond VII, comte de Toulouse, se voit contraint de prêter allégeance au roi de France Louis IX.
Raymond VII conserve l'essentiel des anciennes possessions de sa famille relevant du royaume de France : le diocèse de Toulouse, sauf la seigneurie de Mirepoix ; le diocèse d'Agen (Agenais) et celui de Rodez (Rouergue) ; le diocèse d'Albi au sud du Tarn ; et le diocèse de Cahors, sauf Cahors et les fiefs possédés par Philippe II Auguste en 1223. Raymond VII cède Verfeil et Lasbordes à l'évêque de Toulouse et au fils d'Olivier de Lyliers. Il cède au roi de France le diocèse d'Albi au nord du Tarn ainsi que le reste de ses possessions à l'ouest du Rhône. Il cède à l'Église ses possessions à l'est du fleuve : le marquisat de Provence, terre d'Empire,.
Ce traité prévoit également le mariage de Jeanne de Toulouse, fille et seule héritière de Raymond VII, avec l'un des frères du roi, Alphonse de Poitiers, ce qui permet à plus ou moins brève échéance de rattacher les territoires restants du comté de Toulouse au domaine royal. Puisque le couple meurt sans enfants en 1271, c'est Philippe III le Hardi qui en hérite.
Pour couper court à toute révolte, il est également imposé à Raymond VII de démanteler les fortifications de plusieurs villes, dont celle de Toulouse et d'une trentaine de châteaux. Vingt-cinq sont nommés dans le traité : Fanjeaux, Castelnaudary, Labécède, Avignonet, Puylaurens, Saint-Paul-Cap-de-Joux, Lavaur, Rabastens, Gaillac, Montégut, Puycelsi, Verdun, Castelsarrasin, Moissac, Montauban, Montcuq, Agen, Condom, Saverdun, Auterive, Casseneuil, Pujols, Auvillar, Peyrusse et Laurac. Le Château-Narbonnais est livré au roi en garantie pour dix ans.
Raymond doit s'engager à poursuivre les hérétiques, à prendre la croix, combattre pendant cinq ans en Terre sainte et rendre à l'Église ce qui lui a été pris ou à l'indemniser pour les dommages subis.
Enfin, le comte s'engage à fonder une université à Toulouse : Raymond VII s'engage à réserver une somme de 4 000 marcs d'argent pour entretenir, pendant dix ans, quatorze maîtres : quatre en théologie, deux en droit canonique, six en arts libéraux et deux en grammaire.

## Conséquences

### La fin de l'autonomie occitane
Le Languedoc a été vassal du roi de France, vassal du roi d'Aragon, et en pratique quasiment indépendant.
Le comté de Toulouse cède la moitié de ses territoires, mais Jeanne de Toulouse et son époux, Alphonse de Poitiers, héritent de ceux qui restent. Le couple n'a pas d'enfants, et en 1271, à la mort d'Alphonse, ces territoires sont donc rattachés au domaine royal. De plus, la cession des territoires dépossède certains chevaliers de leurs terres au profit de vassaux du roi de France. Ils sont appelés les faydit (deux ans plus tard).
Le marquisat de Provence est conservé par Alphonse de Poitiers jusqu'à sa mort, le roi de France rechignant à céder ce territoire pourtant dû à l'Église selon les termes du traité. Cette dernière n'en prend possession qu'en 1274.

### Renforcement du dispositif de lutte anti-cathare
En avril 1229, Louis IX oblige les vassaux occitans qui lui ont prêté allégeance à s'impliquer dans la lutte contre les hérétiques cathares. Raymond VII n'a donc plus d'autre choix que de mettre ses forces au service du roi pour le seconder dans cette tâche. Désormais, les refuges pour les hérétiques se font rares. Ils sont contraints de se replier dans les contreforts des Pyrénées.

### Défaite ou victoire?
Les termes du traité, qui sont très durs et lient les mains du dernier des comtes de Toulouse issu de la maison de Saint-Gilles, peuvent apparaître comme une défaite cuisante pour ce dernier. Pourtant, ce traité reconnaît aussi la position officielle de comte de Toulouse, qu'il avait perdue au profit de Simon IV de Montfort en 1216. Par ailleurs, Raymond VII n'a jamais appliqué à la lettre toutes les clauses du traité, ce qui lui vaudra plusieurs excommunications de la part de l'Église. Enfin, il a conservé une position ambiguë face à l'hérésie cathare et au royaume de France.